# Wiltrud von Orléans
Wiltrud von Orléans (auch Waldrada, Wialdrudt, Wialdruth; * um 785) war die Tochter des Grafen Hadrian von Orléans (* um 760; † 822) aus dem Geschlecht der Geroldonen und dessen Gemahlin Waldrat aus dem Geschlecht der Widonen. Zwei ihrer Enkel, Odo und Robert wurden Könige des Westfrankenreichs.
Im Jahre 808 heiratete sie Rutpert III. (Robert III.), Graf im Oberrheingau und im Wormsgau aus dem Haus der Rupertiner. Sie selbst erbte reichen Besitz in Orléans, der 840 ihrem Sohn Robert dem Tapferen nach dessen Wechsel aus dem Herrschaftsbereich Ludwigs des Deutschen in den von Karl dem Kahlen als Basis seines Aufstiegs im Westfränkischen Reich diente.
Ihr Mann Rutpert (* um 781) starb spätestens 834; in diesem Jahr ist eine zu seinem Seelenheil gemachte gemeinsame Schenkung seiner Witwe und seines Sohnes Guntram an die Abtei Lorsch beurkundet.

## Nachkommen
Rutpert und Wiltrud hatten folgende Kinder, die das Erwachsenenalter erreichten:
- Oda heiratete Walaho IV., der nach 840 Graf im Wormsgau wurde; die beiden wurden vermutlich die Stammeltern der Salier.
- Guntram (815–837) war 834–837 Graf im Wormsgau.
- Eine Tochter unbekannten Namens heiratete Megingoz I., der 876 als Graf im Wormsgau bezeugt ist.
- Robert der Tapfere († 866), dessen Söhne Odo und Robert Könige des Westfrankenreichs wurden.